# Норт Бабилонг (Њујорк)
Норт Бабилонг (енгл. North Babylon) насељено је место без административног статуса у америчкој савезној држави Њујорк.

## Демографија
По попису из 2010. године број становника је 17.509, што је 368 (-2,1%) становника мање него 2000. године.
| Група             | 2000.          | 2010.          |
| Белци             | 15.592 (87,2%) | 13.310 (76,0%) |
| Афроамериканци    | 371 (2,1%)     | 1.077 (6,2%)   |
| Азијати           | 373 (2,1%)     | 713 (4,1%)     |
| Хиспаноамериканци | 1.313 (7,3%)   | 2.221 (12,7%)  |
| Укупно            | 17.877         | 17.509         |